# 維克托 (印地安納州)
維克托（英語：Victor）是位於美國印地安納州門羅縣的一個非建制地區。該地的面積和人口皆未知。